# Lijst van soorten echte libellen in België en Nederland
In België en Nederland zijn 48 soorten echte libellen (onderorde Anisoptera van de orde Odonata) waargenomen, waarvan in België 47 en in Nederland 45.
De vertegenwoordigers van de verschillende families in België en Nederland zijn meestal goed te herkennen. In de onderstaande determinatietabel zijn de verschillen tussen de families beschreven. Als de kenmerken bij stap 1 niet opgaan kan men doorgaan naar stap 2 etcetera. Bij elke stap staat tussen puntkomma's een uniek kenmerk (voor die stap en volgende stappen) of een unieke combinatie van kenmerken (met plusteken). Elk van die unieke eigenschappen is op zich voldoende voor de determinatie, maar het is verstandig ook de overige unieke kenmerken te bekijken. Tussen haakjes staan de kenmerken die juist niet kunnen kloppen.
- 1 Rombouten: ogen staan niet tegen elkaar; middelgroot + zwart met geel of geelgroen.
- 2 Bronlibellen: zeer lang en smal + grotendeels zwart met een klein beetje heldergeel; vrouwtjes hebben een lange naar achteren stekende legboor.
- 3 Glazenmakers: lang tot zeer lang en smal.
- 4 Glanslibellen: middelgroot + achterlijf metalig groen of brons of zwart + ogen meestal groen. (Uitzondering: de tweevlek is een glanslibel maar lijkt veel meer op een korenbout.)
- 5 Korenbouten: overige soorten, klein tot middelgroot – het is in Nederland en België de soortenrijkste familie.

## Soortenlijst
Onderstaand een lijst van alle soorten echte libellen (Anisoptera) in België en Nederland.
De verklaring van de symbolen in de twee rechtse kolommen is als volgt:
 Soort komt voor en voortplanting is (ooit) vastgesteld.

 Weinig waarnemingen, geen voortplanting aangetoond.

 Soort is nooit waargenomen.
| Familie Glazenmakers (Aeshnidae; twaalf soorten)      |                                                                      | |        |           |
| Afbeelding                                            | Naam en auteur                                                       | Beschrijving | België | Nederland |
|                                                       | Zuidelijke glazenmaker (Aeshna affinis) Vander Linden, 1820          | Lichaamslengte 57 tot 66 millimeter. Mannetjes blauw, vrouwtjes geel                                            |        |           |
|                                                       | Blauwe glazenmaker (Aeshna cyanea) Müller, 1764                      | Lichaamslengte 67 tot 76 millimeter. Mannetjes groen, vrouwtjes geel.                                           |        |           |
|                                                       | Bruine glazenmaker (Aeshna grandis) Linnaeus, 1758                   | Lichaamslengte 70 tot 77 millimeter. Mannetjes en vrouwtjes bruin.                                              |        |           |
|                                                       | Vroege glazenmaker (Aeshna isoceles ) Walker, 1908                   | Lichaamslengte 62 tot 66 millimeter. Mannetjes en vrouwtjes oranjebruin.                                        |        |           |
|                                                       | Venglazenmaker (Aeshna juncea) Linnaeus, 1758                        | Lichaamslengte 65 tot 80 millimeter. Lichaam donker met blauwe tot groene vlekjes.                              |        |           |
|                                                       | Paardenbijter (Aeshna mixta) Latreille, 1805                         | Lichaamslengte 56 tot 64 millimeter. Mannetjes zwart met blauwe vlekken, vrouwtjes bruin met gele vlekken.      |        |           |
|                                                       | Noordse glazenmaker (Aeshna subarctica) Walker, 1908                 | Lichaamslengte 70 tot 76 millimeter. Mannetjes en vrouwtjes donker met gele en blauwe vlekjes.                  |        |           |
|                                                       | Groene glazenmaker (Aeshna viridis) Eversmann, 1836                  | Lichaamslengte 65 tot 75 millimeter. Mannetjes en vrouwtjes groen.                                              |        |           |
|                                                       | Zadellibel (Anax ephippiger) Burmeister, 1839                        | Lichaamslengte 61 tot 70 millimeter. Mannetjes en vrouwtjes oranjebruin.                                        |        |           |
|                                                       | Grote keizerlibel (Anax imperator) Leach, 1815                       | Lichaamslengte 64 tot 84 millimeter. Mannetjes blauw, vrouwtjes groen.                                          |        |           |
|                                                       | Zuidelijke keizerlibel (Anax parthenope) Selys, 1839                 | Lichaamslengte 62 tot 75 millimeter. Mannetjes en vrouwtjes zeer variabel.                                      |        |           |
|                                                       | Glassnijder (Brachytron pratense) Müller, 1764                       | Lichaamslengte 54 tot 63 millimeter. Mannetjes blauw met zwart, vrouwtjes geel met zwart.                       |        |           |
| Familie Rombouten (Gomphidae; zeven soorten)          |                                                                      | |        |           |
| Afbeelding                                            | Naam en auteur                                                       | Beschrijving | België | Nederland |
|                                                       | Rivierrombout (Gomphus flavipes) Charpentier, 1825                   | Lichaamslengte 50 tot 55 millimeter. Mannetjes en vrouwtjes donker met gele lengtestrepen.                      |        |           |
|                                                       | Plasrombout (Gomphus pulchellus) Selys, 1840                         | Lichaamslengte 47 tot 50 millimeter. Mannetjes en vrouwtjes geel tot groen.                                     |        |           |
|                                                       | Gele rombout (Gomphus simillimus) Selys, 1840                        | Lichaamslengte 47 tot 50 millimeter. Mannetjes en vrouwtjes zwart met geel tot groen.                           |        |           |
|                                                       | Beekrombout (Gomphus vulgatissimus) Linnaeus, 1758                   | Lichaamslengte 45 tot 50 millimeter. Mannetjes zwart met groen, vrouwtjes zwart met geel.                       |        |           |
|                                                       | Kleine tanglibel (Onychogomphus forcipatus) Linnaeus, 1758           | Lichaamslengte 50 tot 53 millimeter. Mannetjes en vrouwtjes zwart met gele vlekken.                             |        |           |
|                                                       | Grote tanglibel (Onychogomphus uncatus) Charpentier, 1840            | Mannetjes en vrouwtjes zwart met gele banden.                                                                   |        |           |
|                                                       | Gaffellibel (Ophiogomphus cecilia) Geoffroy in De Fourcroy, 1785     | Lichaamslengte 50 tot 60 millimeter. Mannetjes en vrouwtjes groen.                                              |        |           |
| Familie bronlibellen (Cordulegastridae; twee soorten) |                                                                      | |        |           |
| Afbeelding                                            | Naam en auteur                                                       | Beschrijving | België | Nederland |
|                                                       | Zuidelijke bronlibel (Cordulegaster bidentata) Selys, 1843           | Lichaamslengte (?) millimeter. Mannetjes en vrouwtjes zwart met gele vlekken.                                   |        |           |
|                                                       | Gewone bronlibel (Cordulegaster boltonii) Donovan, 1807              | Lichaamslengte 74 tot 85 millimeter. Mannetjes en vrouwtjes zwart met gele vlekken.                             |        |           |
| Familie glanslibellen (Corduliidae; zes soorten)      |                                                                      | |        |           |
| Afbeelding                                            | Naam en auteur                                                       | Beschrijving | België | Nederland |
|                                                       | Bronslibel (Oxygastra curtisii) Dale, 1834                           | Lichaamslengte 47 tot 54 millimeter. Mannetjes en vrouwtjes metaalachtig groen tot zwart.                       |        |           |
|                                                       | Gevlekte glanslibel (Somatochlora flavomaculata) Vander Linden, 1825 | Lichaamslengte 45 tot 54 millimeter. Mannetjes en vrouwtjes metaalachtig groen tot zwart.                       |        |           |
|                                                       | Hoogveenglanslibel (Somatochlora arctica) Zetterstedt, 1840          | Lichaamslengte 45 tot 51 millimeter. Mannetjes en vrouwtjes donkergroen tot zwart met metaalglans.              |        |           |
|                                                       | Metaalglanslibel (Somatochlora metallica) Vander Linden, 1825        | Lichaamslengte 50 tot 55 millimeter. Mannetjes en vrouwtjes groen met sterke metaalglans.                       |        |           |
|                                                       | Smaragdlibel (Cordulia aenea) Linnaeus, 1758                         | Lichaamslengte 47 tot 55 millimeter. Mannetjes en vrouwtjes groen.                                              |        |           |
|                                                       | Tweevlek (Epitheca bimaculata) Charpentier, 1825                     | Lichaamslengte 55 tot 60 millimeter. Mannetjes en vrouwtjes zeer variabel.                                      |        |           |
| Familie Korenbouten (Libellulidae; 21 soorten)        |                                                                      | |        |           |
| Afbeelding                                            | Naam en auteur                                                       | Beschrijving | België | Nederland |
|                                                       | Platbuik (Libellula depressa) Linnaeus, 1758                         | Lichaamslengte 39 tot 48 millimeter. Mannetjes blauw, vrouwtjes geel.                                           |        |           |
|                                                       | Bruine korenbout (Libellula fulva) Müller, 1764                      | Lichaamslengte 42 tot 45 millimeter. Mannetjes en vrouwtjes oranje, mannetjes later zwart met blauwe berijping. |        |           |
|                                                       | Viervlek (Libellula quadrimaculata) Linnaeus, 1758                   | Lichaamslengte 40 tot 48 millimeter. Mannetjes en vrouwtjes bruin tot geelbruin.                                |        |           |
|                                                       | Gewone oeverlibel (Orthetrum cancellatum) Linnaeus, 1758             | Lichaamslengte 44 tot 50 millimeter. Mannetjes blauw, vrouwtjes geel.                                           |        |           |
|                                                       | Beekoeverlibel (Orthetrum coerulescens) Fabricius, 1798              | Lichaamslengte 36 tot 45 millimeter. Mannetjes en vrouwtjes bruin.                                              |        |           |
|                                                       | Zuidelijke oeverlibel (Orthetrum brunneum) Fonscolombe, 1837         | Lichaamslengte 41 tot 49 millimeter. Mannetjes blauw, vrouwtjes bruin.                                          |        |           |
|                                                       | Venwitsnuitlibel (Leucorrhinia dubia) Vander Linden, 1825            | Lichaamslengte 31 tot 36 millimeter. Mannetjes en vrouwtjes donker met gele tot rode vlekken.                   |        |           |
|                                                       | Noordse witsnuitlibel (Leucorrhinia rubicunda) Linnaeus, 1758        | Lichaamslengte 31 tot 38 millimeter. Mannetjes en vrouwtjes zwart met gele tot rode vlekken.                    |        |           |
|                                                       | Gevlekte witsnuitlibel (Leucorrhinia pectoralis) Charpentier, 1825   | Lichaamslengte 32 tot 39 millimeter. Mannetjes en vrouwtjes zwart met gele vlekken.                             |        |           |
|                                                       | Oostelijke witsnuitlibel (Leucorrhinia albifrons) Burmeister, 1839   | Lichaamslengte 33 tot 39 millimeter. Mannetjes en vrouwtjes donkerblauw.                                        |        |           |
|                                                       | Sierlijke witsnuitlibel (Leucorrhinia caudalis) Charpentier, 1840    | Lichaamslengte 33 tot 37 millimeter. Mannetjes en vrouwtjes donker met gele vlekken.                            |        |           |
|                                                       | Zwarte heidelibel (Sympetrum danae) Sulzer, 1776                     | Lichaamslengte 29 tot 34 millimeter. Mannetjes en vrouwtjes overwegend zwart.                                   |        |           |
|                                                       | Bandheidelibel (Sympetrum pedemontanum) Linnaeus, 1758               | Lichaamslengte 28 tot 35 millimeter. Mannetjes rood, vrouwtjes geel.                                            |        |           |
|                                                       | Bloedrode heidelibel (Sympetrum sanguineum) Müller, 1764             | Lichaamslengte 34 tot 39 millimeter. Mannetjes rood, vrouwtjes geel.                                            |        |           |
|                                                       | Kempense heidelibel (Sympetrum depressiusculum) Selys, 1841          | Lichaamslengte 29 tot 34 millimeter. Mannetjes rood, vrouwtjes geel.                                            |        |           |
|                                                       | Geelvlekheidelibel (Sympetrum flaveolum) Linnaeus, 1758              | Lichaamslengte 32 tot 37 millimeter. Mannetjes rood, vrouwtjes geel.                                            |        |           |
|                                                       | Zwervende heidelibel (Sympetrum fonscolombii) Selys, 1841            | Lichaamslengte 33 tot 40 millimeter. Mannetjes rood, vrouwtjes geel.                                            |        |           |
|                                                       | Bruinrode heidelibel (Sympetrum striolatum) Charpentier, 1840        | Lichaamslengte 35 tot 44 millimeter. Mannetjes rood, vrouwtjes bruin.                                           |        |           |
|                                                       | Steenrode heidelibel (Sympetrum vulgatum) Linnaeus, 1758             | Lichaamslengte 35 tot 40 millimeter. Mannetjes rood, vrouwtjes geel.                                            |        |           |
|                                                       | Zuidelijke heidelibel (Sympetrum meridionale) Selys, 1841            | Lichaamslengte 35 tot 40 millimeter. Mannetjes rood, vrouwtjes bruin.                                           |        |           |
|                                                       | Vuurlibel (Crocothemis erythraea) Brullé, 1832                       | Lichaamslengte 36 tot 45 millimeter. Mannetjes rood, vrouwtjes bruin.                                           |        |           |